# Velika Voda
Vela Voda je naselje u Hrvatskoj u sastavu Grada Delnica. Nalazi se u Primorsko-goranskoj županiji.

## Zemljopis
Zapadno, sjeverozapadno i sjeverno je Nacionalni park Risnjak, sjeverozapadno su Leska i Bela Vodica, sjeverno su Crni Lug, Malo Selo i Plajzi, jugozapadno je Zelin Crnoluški.

## Stanovništvo
| broj stanovnika | 43    | 70    | 47    | 37    | 24    | 21    | 19    | 21    | 31    | 20    | 23    | 11    | 18    | 14    | 6     |
|                 | 1857. | 1869. | 1880. | 1890. | 1900. | 1910. | 1921. | 1931. | 1948. | 1953. | 1961. | 1971. | 1981. | 1991. | 2001. |